# Kaspla-1
Kaspla-1 (ros. Каспля-1) – wieś (ros. село, trb. sieło) w zachodniej Rosji, centrum administracyjne osiedla wiejskiego Kasplanskoje rejonu smoleńskiego w obwodzie smoleńskim.

## Geografia
Miejscowość położona jest nad rzeką Kaspla i jeziorem Kaspla, 3 km od drogi regionalnej 66N-1809 (Pyndino – Zamoszczje), 1,5 km od drogi regionalnej 66K-11 (Niżniaja Dubrowka – Michajlenki), 22 km od drogi regionalnej 66A-71 (Olsza – Nowyje Batieki), 17 km od drogi magistralnej M1 «Białoruś», 20,5 km od drogi federalnej R120 (Orzeł – Briańsk – Smoleńsk – Witebsk), 36 km od Smoleńska, 17 km od najbliższego przystanku kolejowego (Lelekwinskaja).
W granicach miejscowości znajdują się ulice: Czapajewa, 1-yj Czapajewskij pierieułok, 2-oj Czapajewskij pierieułok, 3-ij Czapajewskij pierieułok, Kirowa, Kompleksnaja, Kukina Gora, Nagornaja, Riecznaja, Sadowaja, Sowietskaja, Sowietskij pierieułok, Socyalisticzeskaja, Zielonyj.

## Demografia
W 2010 r. miejscowość zamieszkiwały 464 osoby.

## Historia
W czasie II wojny światowej od lipca 1941 roku dieriewnia była okupowana przez hitlerowców. Wyzwolenie nastąpiło we wrześniu 1943 roku.